# Micrurus filiformis
Micrurus filiformis är en ormart som beskrevs av Günther 1859. Micrurus filiformis ingår i släktet korallormar, och familjen giftsnokar.
Arten förekommer i nordvästra Sydamerika i Colombia, Ecuador, Peru och nordvästra Brasilien. Honor lägger ägg.

## Underarter
Arten delas in i följande underarter:
- M. f. filiformis
- M. f. subtilis